# Tiffany Tyrała
Tiffany Tyrała (ur. 16 października 1984) – polska biathlonistka, wielokrotna medalistka Mistrzostw Polski Juniorów i Seniorów, czterokrotna reprezentantka Polski na mistrzostwach Europy w biathlonie. Zdobywczyni 3 miejsca w Pucharze Europy Seniorek w klasyfikacji Generalnej. Wielokrotna medalistka Mistrzostw Europy i Świata, również w biathlonie letnim. Swoją karierę zawodową zakończyła w 2007 roku, będąc w kadrze olimpijskiej.
W 2009 roku po zakończeniu kariery startowała w zawodach Rajd 360 na Kaszubach; na trasie długiej (114 km) wraz ze Speleo Salomon Adventure Racing Team zajęła 2. miejsce.

## Mistrzostwa Europy
| 2002 | Kontiolahti | 16. miejsce (IN)                                     |
| 2003 | Petersburg  | 2. miejsce (SP)                                      |
| 2004 | Mińsk       | 17. miejsce (IN)                                     |
| 2005 | Nowosybirsk | DNF (IN), 16. miejsce (SP), 14. miejsce (PU)         |
| 2005 | Bystrica    | 3. miejsce (SP) summer biathlon                      |
| 2005 | Bystrica    | 2. miejsce (RM) summer biathlon                      |
| 2006 | Langdorf    | 60. miejsce (IN), 49. miejsce (SP), 40. miejsce (PU) |
| 2006 | Arber       | 49. miejsce (SP), 40. miejsce (PU),                  |

## Mistrzostwa Świata
| 2004 | Osrible | 2. miejsce (RL), | summer biathlon |
| 2005 | Munio   | 2. miejsce (RL)  | summer biathlon |

## 23rd Winter Universiade
| 2007 | Torino – Cesana San Sicario | 22. miejsce (IN), 30. miejsce (SP), 27. miejsce (PU), 5. miejsce (R) |